# Febo

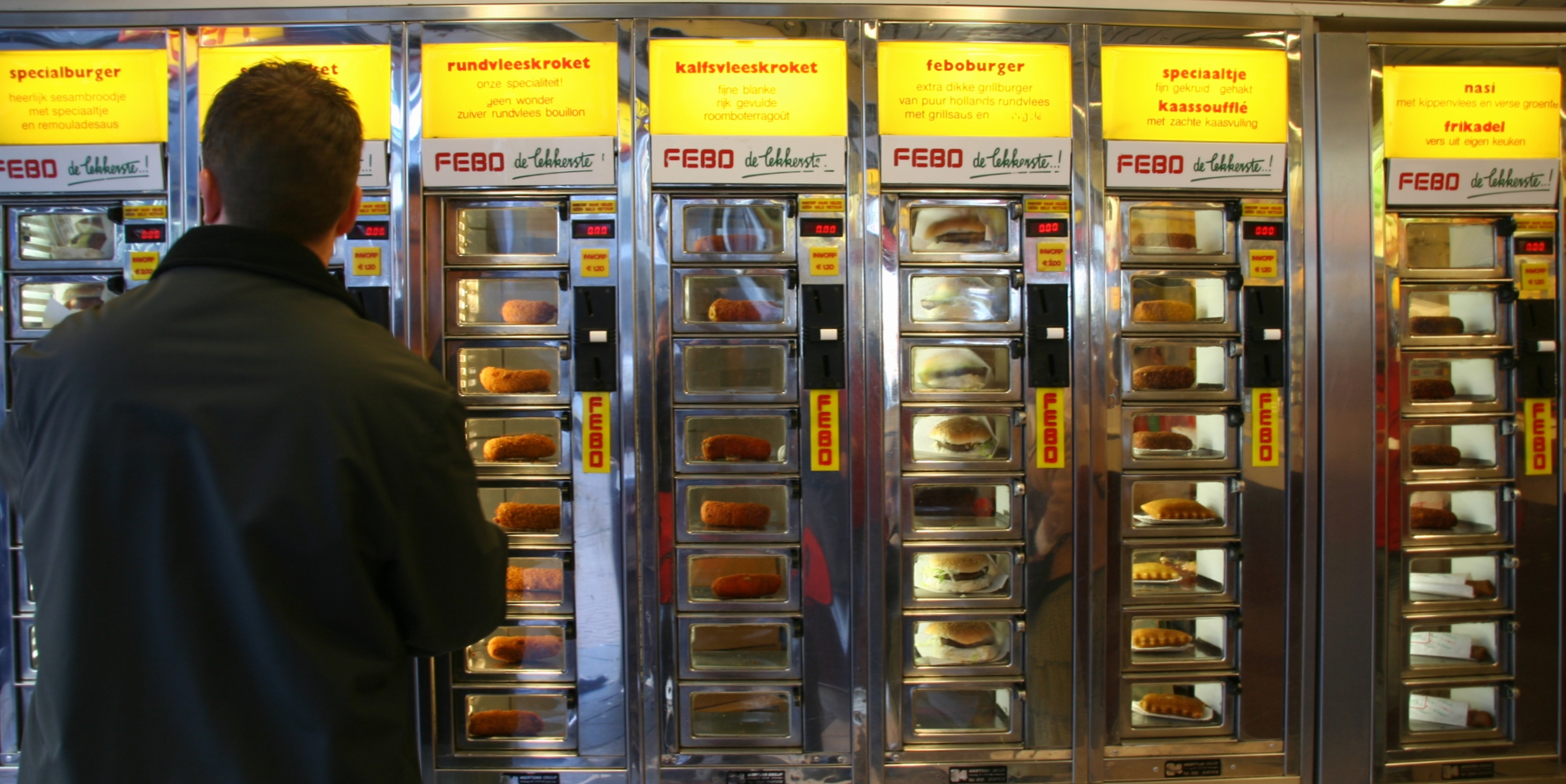
Distributeurs FEBO à Amsterdam: comment manger à petits prix

Febo (ou FEBO) est une chaîne néerlandaise de fast-food dont la singularité est que les clients se servent dans des distributeurs automatiques. Un comptoir avec présence humaine reste à disposition des clients pour la vente de boissons et de frites.

## Histoire de Febo

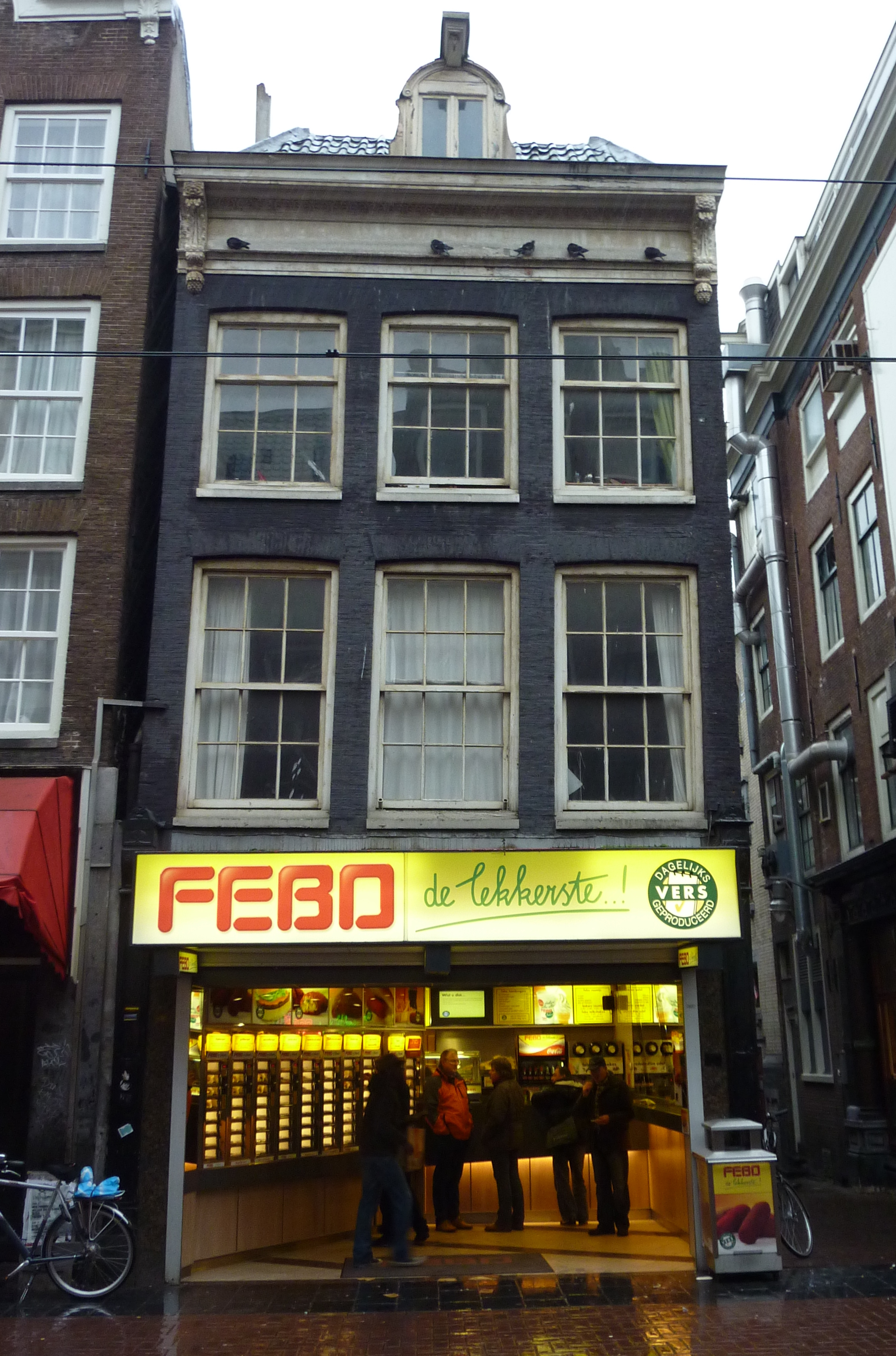
Un restaurant typique à Amsterdam

À l'origine, Maison FEBO est le nom d'une boulangerie située rue Ferdinand Bol dans le quartier du Pijp à Amsterdam. C'est d'ailleurs le nom de cette rue qui a inspiré le nom de la boulangerie ouverte en 1941. Son propriétaire, Johan de Borst fabriquait divers produits à emporter et snacks qu'il vendait via un distributeur automatique. Selon le site web de la compagnie, les produits étaient réputés de bonne qualité et étaient très demandés si bien qu'il fallut agrandir la cuisine et ouvrir d'autres succursales dans la ville. En se développant, la boulangerie a arrêté de faire du pain et s'est renommée FEBO.

## Febo aujourd'hui

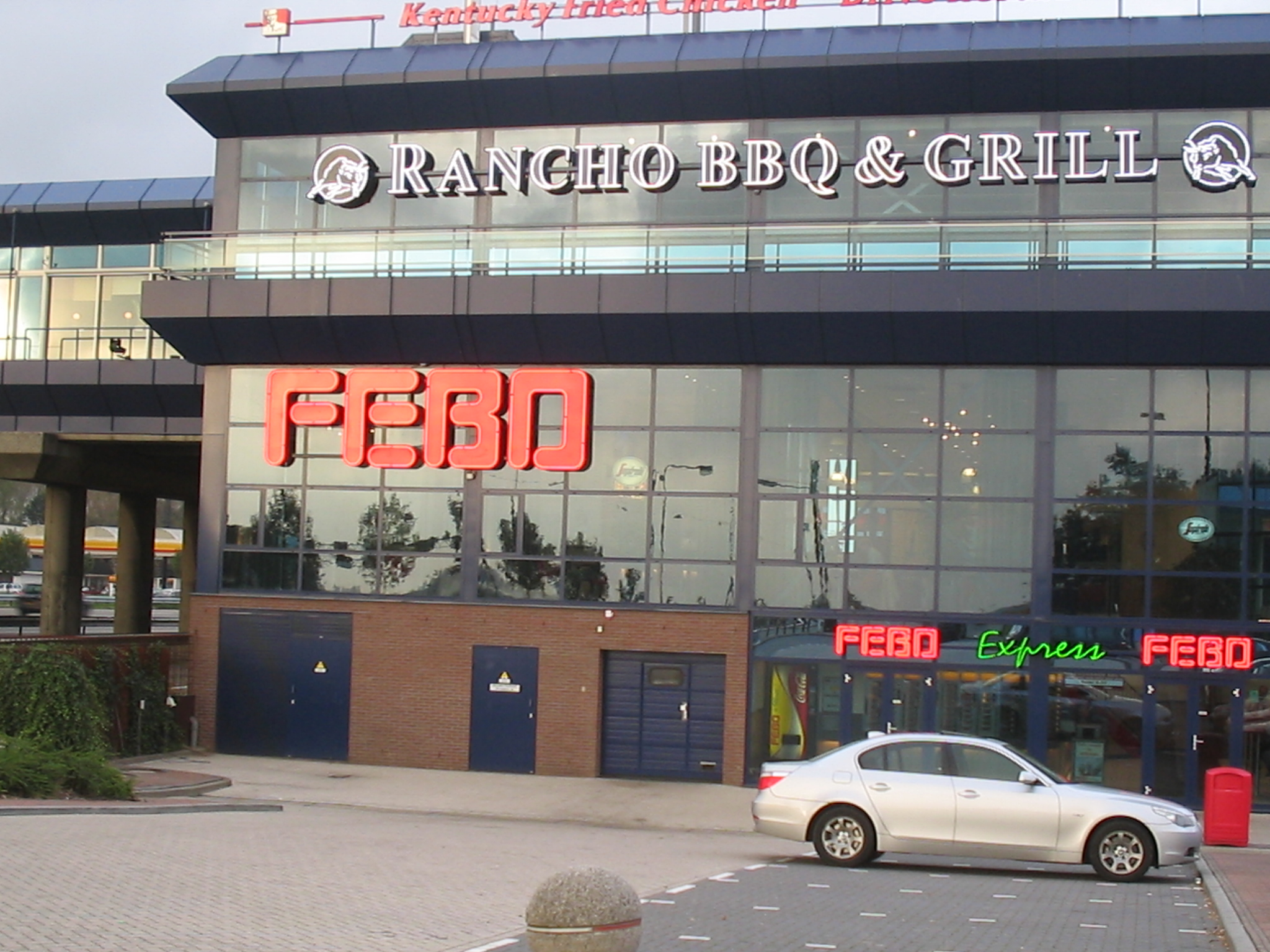
Febo au bord de la Rijksweg 4 à Hoofddorp

Le site web de la société revendique 66 magasins à travers l'ensemble des Pays-Bas dont 54 sont des franchisés. 22 de ces magasins sont situés à Amsterdam et vendent des produits fabriqués dans une cuisine ultra-moderne située au nord de la ville. L'image de FEBO a été retravaillé en 2015, le logo et la signalétique jaune et rouge a été remplacé par une signature plus sobre en marron et rouge. Parallèlement ainsi qu'une boutique sur P.C. Hooftdstraat, la rue du luxe d'Amsterdam montrant ainsi sa volonté de casser son image bas de gamme.
En 2016, la société a ouvert un service de livraison à domicile.

## Produits

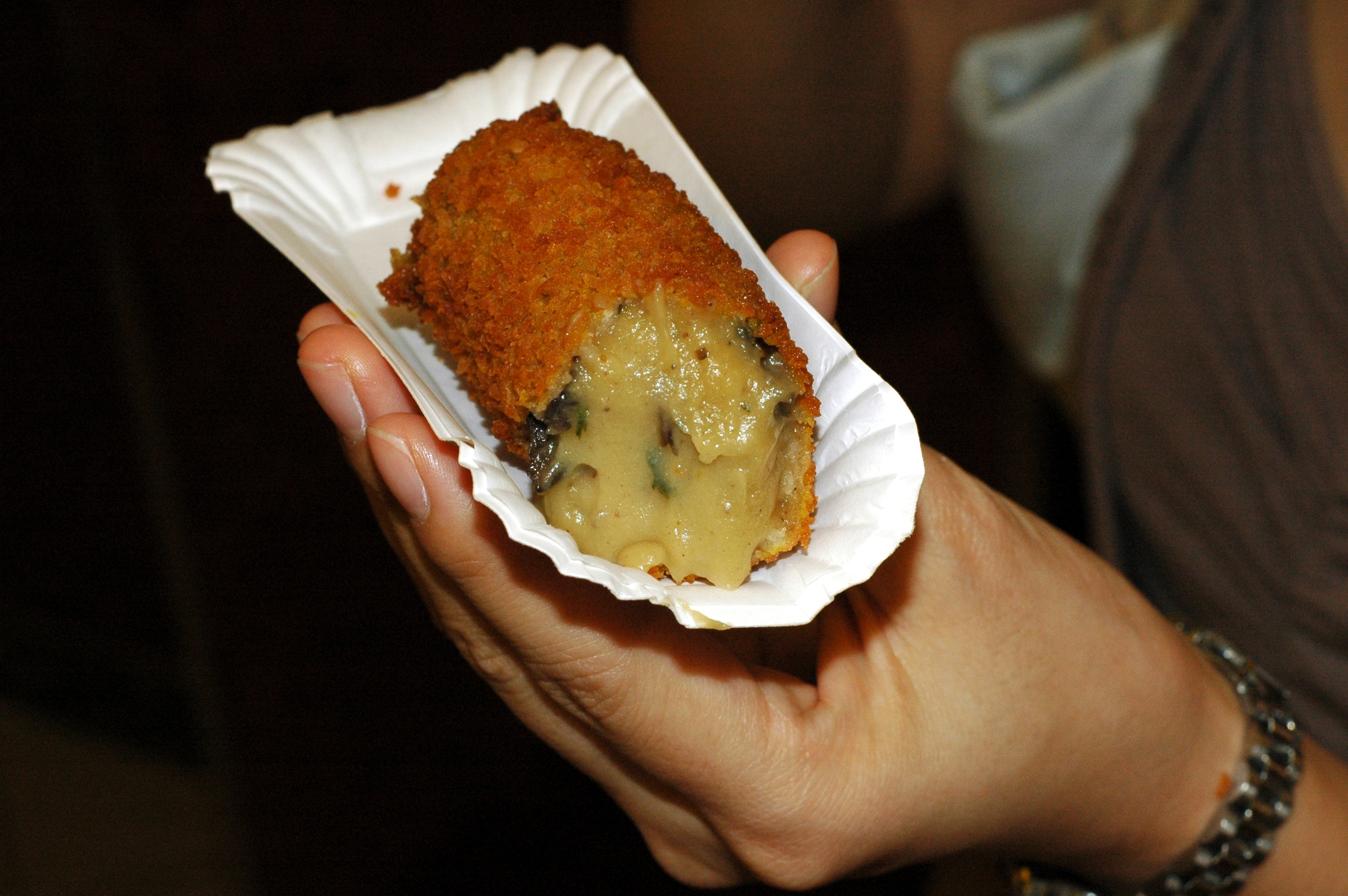
croquettes Febo (En néerlandais: "Kroket")

La plupart des produits vendus sont des snacks néerlandais connus, des croquettes, des nasibals et des frikandel. Febo propose aussi des hamburgers ainsi que des brochettes de poulet au saté qui témoignent de l'influence de la cuisine indonésienne aux Pays-Bas. Une description des produits est disponible sur le site.

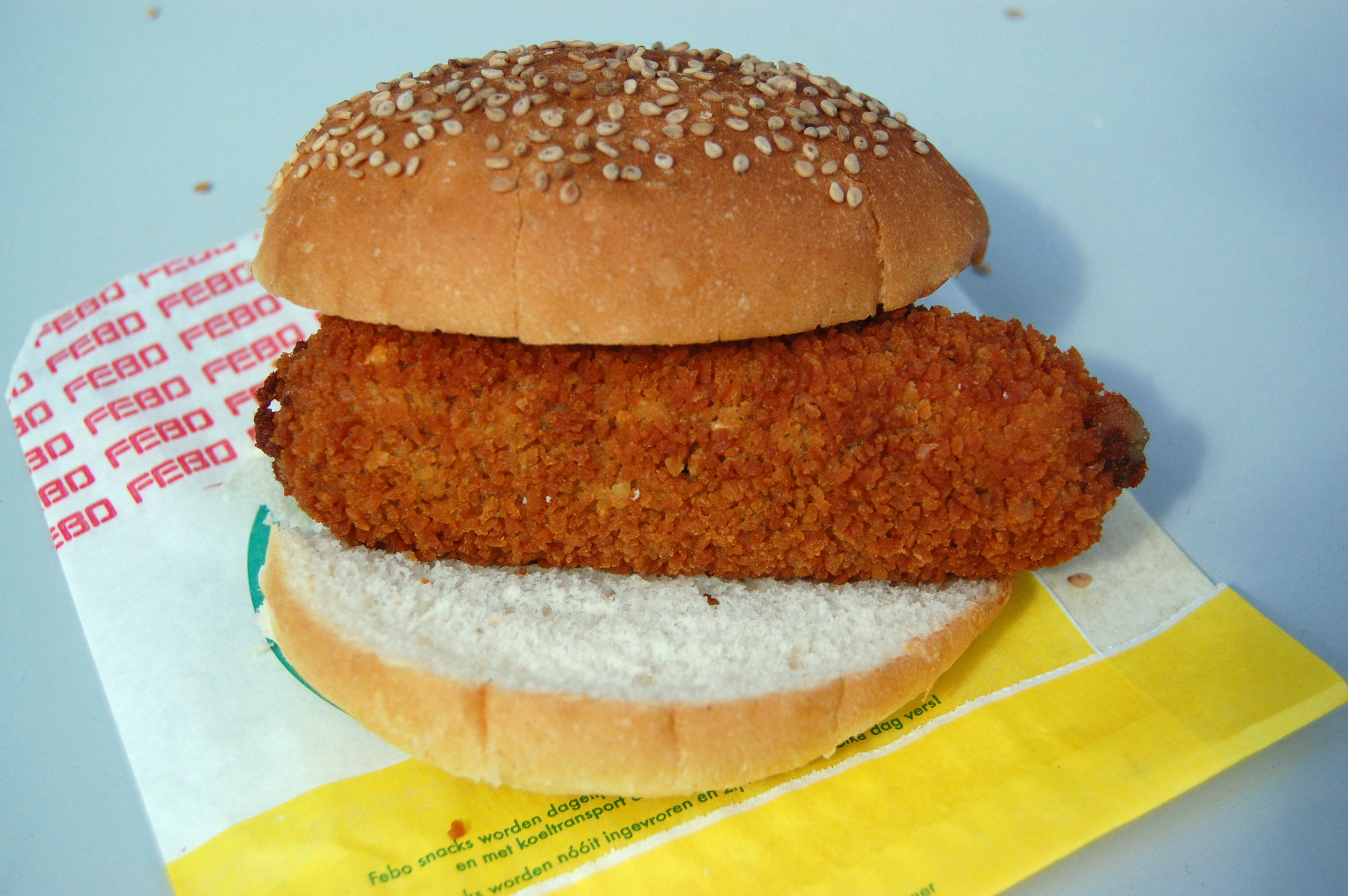
Hamburger Kroket

## Slogan
Le slogan néerlandais de la chaîne est De lekkerste! en français : « le plus délicieux, le meilleur ».